# Universidade Lusófona da Guiné-Bissau
A Universidade Lusófona da Guiné-Bissau ou Universidade Lusófona da Guiné (ULG) é uma instituição de ensino superior privada localizada no sector autónomo de Bissau, na Guiné-Bissau. Foi fundada em 14 de novembro de 2008.
Esta instituição guineense pertence ao Grupo Ensino Lusófona, grupo empresarial portugués do ramo de ensino superior.

## Oferta formativa
A ULG oferta as seguintes licenciaturas:
- Administração e Gestão de Empresas;
- Ciências da Educação;
- Comunicação Organizacional;
- Direito;
- Economia;
- Enfermagem Superior;
- Gestão de Recursos Humanos;
- Jornalismo;
- Serviço Social;
- Sociologia;
- Engenharia Informática.

## Cooperação internacional
A ULG possui acordos de cooperação científica e académica com as seguintes instituições de ensino superior:
- Universidade da Integração Internacional da Lusofonia Afro-Brasileira (UNILAB).[2]

## Publicações científicas
A ULG possui uma revista científica chamada Sintidus, revista guineense de estudos científicos e interdisciplinares da Universidade Lusófona da Guiné, com periodicidade anual, cujo primeiro número foi lançado em 2018, e que tem sido publicada em suporte físico e em formato digital.
O nome Sintidus, forma pluralizada do termo sintidu, em kriol guineense, é um termo multidimensional cuja acepção alude à pluralidade de consciências, significados e direcções.
Todos os números da Revista Sintidus são registados na Sociedade Guineense de Autores.

## Pessoas notáveis

### Professores
- Arnaldo Sucuma
- Augusto Bock
- Banor da Fonseca
- Carlos Vaz
- Djulde Camara
- Dionísio Pereira
- Francelino Cunha
- Iris de Brito
- João Alberto Djata
- Luís Colaço
- Mamadú Djaló
- Rui Jandi
- Selma Brezavscek
- Sónia Maria Santos
- Tcherno Djaló

### Alumni
- Bilony Nhassé